# لین سیتون
لین سیتون (انگلیسی: Lynn Seaton؛ زادهٔ ۱۸ ژوئیهٔ ۱۹۵۷ ‏(۶۷ سال)) یک موسیقی‌دان اهل ایالات متحده آمریکا است.